# Johannes-Müller-Institut für Physiologie
Johannes-Müller-Institut für Physiologie – niemiecki instytut naukowy otworzony w Berlinie w 1877 roku. Obecną nazwę nosi od 1999 roku, wcześniej pod nazwą Berliner Physiologische Institut.
Początkowo mieścił się przy Dorotheenstraße 35, od 1906 przy Hessische Straße, w 1995 przeniesiony na Tucholsky-Straße. Od 1999 przemianowany na Johannes-Müller-Institut für Physiologie.
Pierwszym dyrektorem Instytutu był Emil du Bois-Reymond (do śmierci w 1896 roku). Kolejnymi dyrektorami Instytutu byli:
- Theodor Wilhelm Engelmann (1897-1908)
- Max Rubner (1909-1922)
- Franz Bruno Hofmann (1923-
- Wilhelm Trendelenburg (1927-1944)
- Emil Ritter von Skramlik
- Josef-Peter Pichotka
- Wolfgang Rüdiger (1979-1989)
- Ernst Schubert (1989-1994)